# Office of Net Assessment
L'Office of Net Assessment (ONA) è un ufficio federale del Dipartimento della difesa degli Stati Uniti d'America, fondato nel 1973 da Richard Nixon.

## Funzione
Think tank interno del Pentagono, ha lo scopo di pianificare strategie militari a lungo termine, producendo relazioni sui risultati delle sue ricerche. Spesso si avvale della collaborazione di consulenti esterni.
Secondo la Defense Directive 5111.11, il direttore dell'ufficio deve sviluppare e coordinare tendenze e prospettive future, relativamente alle forze armate statunitensi e al potenziale militare rispetto a quello di altri paesi (o di gruppi di paesi), al fine di identificare minacce emergenti, future o opportunità per gli Stati Uniti.
Il primo direttore è stato Andrew Marshall, in carica dal 1973 al gennaio 2015. In seguito alle sue dimissioni, è subentrato James H. Baker.